# Hobbitten (film)
|  | Denne artikel omhandler filmene. For romanen, se Hobbitten. For animationsfilmen, Hobbitten (film fra 1977). |
Hobbitten (engelsk: The Hobbit) er en tredelt episk fantasyfilm instrueret af Peter Jackson. Det er en filmisk bearbejdelse af J.R.R. Tolkien og forgænger til Ringenes Herre-trilogien. Jackson, som instruerede Ringenes Herre, vender tilbage som instruktør af filmen og fungerer desuden også som producer og medforfatter. Filmens skuespillere inkluderer Martin Freeman som Bilbo Sækker og Richard Armitage som Thorin Egeskjold, samt Lee Pace som elverkongen Thranduil. Mange af skuespillerne fra Ringenes Herre-trilogien vender tilbage i deres roller, heriblandt Ian McKellen, Andy Serkis, Hugo Weaving, Cate Blanchett, Christopher Lee, Ian Holm, Elijah Wood og Orlando Bloom. Endvidere vender Howard Shore, som skrev musik til Ringenes Herre, også tilbage. De tre film blev filmet samtidig i New Zealand. Filmene hedder henholdsvis En uventet rejse ((engelsk): An Unexpected Journey), Dragen Smaugs ødemark ((engelsk): The Desolation of Smaug), og Femhæreslaget ((engelsk): The Battle of the Five Armies). Den første film fik dansk premiere den 12. december 2012, og efterfølgeren den 11. december 2013. Den sidste fik dansk premiere den 10. december 2014. Femhæreslaget hed oprindeligt Ud og hjem igen (engelsk: There and Back Again), men titlen blev ændret efter aftale fra Peter Jackson.

## Plot
Hobbitten følger Bilbo Sækkers rejse, som helt uventet kommer på en søgen efter at tilbageerobre det fortabte dværgekongerige Erebor, som er blevet overtaget af dragen Smaug. Uventet og uden den mindste anelse bliver Bilbo kontaktet af Gandalf den Grå. Han vil have ham til at slutte sig sammen med 12 dværge ledet af den legendariske kriger Thorin Egeskjold. Deres rejser leder dem ind i vildnisset; gennem forræderiske lande fyldt med orker, dødsensfarlige wargs og kæmpeedderkopper, formskiftere og troldmænd og Sækkers ultimative møde med Gollum, hvor han finder en magisk guldring der er bundet til Midgårds skæbne.

## Udvikling
Peter Jackson og Fran Walsh havde interesse i at virkeliggøre Hobbitten allerede i året 1995. Filmen ville være første del af en trilogi. De to andre film skulle have været baseret på Ringenes herre.
Jacksons producer Harvey Weinstein, var frustreret da han opdagede at Saul Zaentz havde produktionsrettighederne til Hobbitten, mens distributionsrettighederne stadig tilhørte United Artists. UA havde rettighederne, fordi de troede at filmselskaberne ville lave Hobbitten før Eventyret om ringen. 
Studiet forsøgte at købe Weinsteins rettigheder, men det lykkedes dem ikke. Weinstein spurgte Jackson om at lave Ringenes herre i stedet for.
New Line Cinema endte så med at producere Lord of the Rings og rettighederne til Hobbitten udløb i 2010.
I september 2006 havde ejeren af UA, MGM, vist interesse i at gå sammen med New Line og Jackson for at lave prequelen.
I marts 2005, sagsøgte Jackson New Line, fordi han mente at han havde tabt indtægter fra video og computerspil som omhandlede Eventyret om ringen.
I august, efter uenigheder, så forsøgte Shaye at redde forholdet med direktøren og sagde at han respekterede Peter og ville elske hvis han kunne være involveret i Hobbitten. Den følgende måned skulle New Line af med $125.000.

## Optagelse
Optagelserne begyndte den 21. marts 2011 i Wellington, ved Wellington Stone Street Studios, byen Matamata og andre åbne områder i New Zealand. I april 2011 offentliggjorde Jackson gennem sin Facebook-side, at han filmer Hobbitten med 48 FPS (frames per second) i stedet for det normale 24 FPS.
"Vi benytter rigtignok denne højere FPS. Det vigtigste at forstå er at denne proces kræver både at man filmer og projicerer med 48 FPS i stedet for det normale 24 FPS (film er blevet optaget med 24 FPS siden sidst i 1920'erne). Så resultatet ligner normal hastighed, men billedet er blevet ekstremt tydeligere og uden uregelmæssigheder. At kigge på 24 FPS hvert sekund kan være godt nok – og vi har alle sammen set tusindvis af film i dette format over de sidste 90 år – men der er ofte en del slør i hver frame ved hurtige bevægelser, og hvis kameraet bevæger sig hurtigt, kan billedet ryste. Optagelse og projicering med 48 FPS hjælper meget på disse problemer. Det ser mere realistisk ud, og det er meget nemmere at kigge på, specielt i 3-D. – Peter Jackson.
Ifølge Relaxnews vil det være den første store film udgivet med meget højere FPS frem for 24 FPS, som altid har været standarden. Ikke kun det, men den vil højst sandsynligt også være filmen med det højeste budget indtil videre til at blive optaget med Red Digital Cinema Camera Companys episke sensor, som Peter Jackson er den første til at have modtaget.

## Rolleliste
| Rolle            | Film             | Film                  | Film                 |
| Rolle            | En uventet rejse | Dragen Smaugs ødemark | Femhæreslaget        |
| ---------------- | ---------------- | --------------------- | -------------------- |
| Bilbo Sækker     | Martin Freeman   | Martin Freeman        | Martin Freeman       |
| Gandalf          | Sir Ian McKellen | Sir Ian McKellen      | Sir Ian McKellen     |
| Gollum           | Andy Serkis      |                       |                      |
| Smaug            |                  | Benedict Cumberbatch  | Benedict Cumberbatch |
| Thorin Egeskjold | Richard Armitage | Richard Armitage      | Richard Armitage     |
| Balin            | Ken Stott        | Ken Stott             | Ken Stott            |
| Dvalin           | Graham McTavish  | Graham McTavish       | Graham McTavish      |
| Kíli             | Aidan Turner     | Aidan Turner          | Aidan Turner         |
| Fíli             | Dean O'Gorman    | Dean O'Gorman         | Dean O'Gorman        |
| Dori             | Mark Hadlow      | Mark Hadlow           | Mark Hadlow          |
| Nori             | Jed Brophy       | Jed Brophy            | Jed Brophy           |
| Ori              | Adam Brown       | Adam Brown            | Adam Brown           |
| Óin              | John Callen      | John Callen           | John Callen          |
| Glóin            | Peter Hambleton  | Peter Hambleton       | Peter Hambleton      |
| Bifur            | William Kircher  | William Kircher       | William Kircher      |
| Bofur            | James Nesbitt    | James Nesbitt         | James Nesbitt        |
| Bombur           | Stephen Hunter   | Stephen Hunter        | Stephen Hunter       |
| Galadriel        | Cate Blanchett   | Cate Blanchett        | Cate Blanchett       |
| Tauriel          |                  | Evangeline Lilly      | Evangeline Lilly     |
| Legolas          |                  | Orlando Bloom         | Orlando Bloom        |
| Radagast         | Sylvester McCoy  | Sylvester McCoy       | Sylvester McCoy      |
| Beorn            |                  | Mikael Persbrandt     | Mikael Persbrandt    |
| Frodo sækker     |                  | Ryan Gage             | Ryan Gage            |

Endvidere ses også velkendte figurer fra Ringenes Herre:
Bilbo Sækker (som ældre): Ian Holm
Frodo Sækker: Elijah Wood
Elrond: Hugo Weaving
Saruman: Christopher Lee

## Eksterne Henvisninger
- Hobbittens profil hos Encyclopædia Britannica Online (engelsk)

| Portal | Portal:Film |